# Herritarren Zerrenda
Herritarren Zerrenda (HZ) (en català: Llista de Ciutadans) va ser una agrupació d'electors nacionalista basca presentada per l'esquerra abertzale per participar en les eleccions al Parlament Europeu del 13 de juny de 2004 a Espanya i França. Les eleccions europees se celebren de forma paral·lela a tots els països de la Unió Europea. Al contrari que les restants eleccions que es realitzen a Espanya, les eleccions europees se celebren en circumscripció única, que abasta tot el país. En el cas francès existeixen set circumscripcions en la França continental. Iparralde, com a part del departament de Pirineus Atlàntics, forma part de la circumscripció Sud-oest.
HZ aspirava a ser una candidatura que agrupés a l'esquerra abertzale tant a França com a Espanya. Finalment va ser il·legalitzada a Espanya (de la mateixa manera que havia succeït amb Autodeterminaziorako Bilgunea el 2003) pel Tribunal Suprem en considerar-se provat que era una continuació de Batasuna, partit il·legalitzat per la seva suposada dependència d'ETA. La sentència posteriorment fou ratificada pel Tribunal Constitucional.
A França, la llista d'HZ va poder presentar-se amb normalitat. L'encapçalava Mirentxu Laco. A Espanya, HZ explicava el precedent que en anteriors ocasions Herri Batasuna (el 1987 i 1989) i Euskal Herritarrok (el 1999) havien aconseguit un eurodiputat. A França no existien aquestes possibilitats a causa de l'escàs suport de Batasuna, i l'escàs pes demogràfic d'Iparralde al conjunt de França.
A França, HZ va obtenir 5.139 vots en l'únic departament en el qual va concórrer, el de Pirineus Atlàntics (que constituïen el 2,55% dels vots vàlids al departament). HZ va fer a Espanya una crida al vot nul, ja que va demanar als seus votants que votessin amb paperetes de les candidatures franceses. Aquest vot va ascendir al País Basc i Navarra a 113.933 sufragis (per 13.033 nuls en les eleccions anteriors, en les quals va haver-hi un 44% més de participació). Després de les eleccions es va dissoldre.